# Кание Уест
Йе (на английски: Ye, /jeɪ/), роден Ка̀ние Омари Уѐст (на английски: Kanye Omari West, /ˈkɑːnjeɪ/), известен професионално като Ка̀ние Уѐст, е американски музикален продуцент и рапър.
Става широко известен с първия си албум – The College Dropout, който излиза през 2004 г. и получава широко признание както сред масите, така и сред по-верните фенове на хип-хоп музиката. Следват албумите Late Registration (2005), Graduation (2007) и 808s & Heartbreak, излязъл през 2008 г. Най-известните му сингли, с които пробива в световните класации, са Jesus Walks, Diamonds From Sierra Leone, Gold Digger, Stronger, Love Lockdown, Heartless и др.
Продуцира звезди, като Алиша Кийс, Джей Зи, Джанет Джаксън, Лудакрис.
Той основава и свой собствен лейбъл през 2004 г. – G.O.O.D. Music, който включва Sheck Wes, 070 Shake и други бивши артисти.
Уест става скандално известен с речта си на концерта в помощ на жертвите на урагана Катрина, в която упреква Червения кръст за лошото му отношение спрямо цветнокожите.
В същата реч той казва: „На Джордж Буш не му пука за черните хора.“ Друга скандална проява на американския рапър е излизането му на сцената на видео наградите на MTV 2009, докато дебютантката Тейлър Суифт получава награда за най-добро женско видео, с думите: „Тейлър, наистина се радвам за теб. Ще те оставя да довършиш, но Бионсе направи едно от най-добрите видеа за всички времена, за всички времена!“, визирайки клипа на песента на Бионсе Single Ladies.
През ноември 2007 г. Кание губи своята майка – д-р Донда Уест, а през 2008 г. последва раздяла с дългогодишната му приятелка Алексис Файфър. Това определено изиграва роля и в музикалния път на твореца, който решава да направи един коренно различен албум, изпълнен с любовна тематика, звучащ меланхолично и записан с помощта на т.нар. ауто-тюн – 808s & Heartbreak. След година и половина издава петия си албум „My Beautiful Dark Twisted Fantasy“, който става платинен. През 2011 г. издават албума „Watch the Throne“ с Джей Зи, още един успех за него.

## Биография
Роден на 8 юни 1977 г. в Атланта, Джорджия. Родителите му се разделят когато е на 11 месеца и се развеждат, когато е на 3 г. Следователно с майка му се местят да живеят в Чикаго. Баща му – Рей Уест е бил бивш активист срещу расизма, а майка му – Донда Уест – професор по английски език. Започва в училището „Polaris“ в град Oak Lawn, Илиной. На 10-годишна възраст се местят в Нанкин, Китайска народна република, заради допълнителна преподавателска програма на майка му. От тази възраст започва да харесва изкуство и да пише поезия. Майка му разкрива, че започнал да харесва рисуването и музиката, когато е бил в 3 клас. Започнал да рапира от 3 клас и да композира в седми клас. Писал и композирал песните си в техния гараж, продавал ги на други момчета из града. Има късмета да се срещне с най-добрия рапър в Чикаго, „No I.D.“, и той се превръща в приятел и ментор на Кание. От него той се научава как да композира по-добре и на 15 години получава подарък първия си семплер от приятеля си. След завършване на висше образование през 1997 г. кандидатства в академия по Изкуство. Започва да посещава часове по рисуване, но след кратко време се отказва заради постоянната изморителна програма. На 20 години той се отказва от училището и се фокусира напълно върху музиката.

## Музикална кариера

### Ранна кариера
Кание започва музикалната си кариера в средата на 90-те, в продуциране за други артисти. За пръв път продуцира 8 песни на локален рапър от Чикаго. Уест продуцира една от песните на рапърката Фокси Браун и песента дебютира на Билборд 200 седмица след издаването си. Уест прави пробив в 2000 г., когато е извикан да продуцира написания за два дни албум на Джей Зи „The Blueprint“. Освен за Джей Зи, Кание продуцира хитове за артисти като Алиша Кийс, Джанет Джаксън и Лудакрис.
Дори и да продуцира на световноизвестни артисти, неговата истинската мечта е да стане рапър. На няколко пъти е бил близо да подпише договор с музикални компании, но не се е случвало, тъй като според тях е нямал ганстерски менталитет. Единственият, който има интерес към него, е един от шефовете на „Roc-A-Fella Records“ (собственост на Джей Зи) на име Damon Dash.

### 2003 – 2007
На 23 октомври 2002 г. му се случва нещо, което ще го мотивира да издаде първия си албум. През този ден Кание се връща от Калифорния след изморителен ден в студиото. По време на шофиране заспива на волана и катастрофира. Кание оцелява с несериозни наранявания и след 2 седмици е изписан от болницата. След изписването си започва да записва своя микстейп „Get Well Soon“, който е завършен в декември 2002 г. По това време обявява, че започнал да записва първия си албум. Една година записва дебютния си албум, наречен „The College Dropout“. Албумът е издаден през февруари 2004 г. и е на второ място в Билборд 200, а първият сингъл от албума, „Through The Wire“, е на 15 позиция в Билборд Хот 100. Вторият сингъл е и по-успешен, тъй като участват Twista и Джейми Фокс. Албумът като цяло е успешен и одобрен критично, а по-късно печели и Грами за най-добър рап албум. След дебютния си албум започва работа по втория си албум, „Late Registration“. Издаден е на 30 август 2005 г. След издаването си албумът е повече от успешен, като дебютира в номер 1 в Билборд 200 с продажби от 860 000 копия от първата седмица и печалба от 3,1 милиона долара. През 2006 г. Кание отново печели Грами за най-добър рап албум. Третият албум на Кание Уест е „Graduation“, издаден на 11 септември 2007 г. Според думите на Кание, да направи този албум е мотивиран от легендарната група U2. След издаване на албума си той има приятелски спор с 50 Cent кой от двата албума ще е по-успешен („Curtis“ на 50 Cent и неговият албум „Graduation“). Кание излиза победител, като дебютира в номер едно на Билборд 200 и с продадени 957 000 копия още от първата седмица. Този успех не е празнуван дълго, защото на 10 ноември 2007 г. загубва майка си.

### 2008 – 2013
След смъртта на майка си Кание изпада в депресия и не записва песни. След месеци възстановяване отново започва да записва песни и на 24 ноември 2008 г. е издаден четвъртият му албум, наречен „808s & Heartbreak“. Албумът е записан в Хавай, дебютира в номер 1 на Билборд 200 и се продава в 450 145 копия през първата седмица. По-късно е избран за един от най-добрите албуми за 2008 г. от критиците. Преди да издаде петия си албум „My Beautiful Dark Twisted Fantasy“ на 22 ноември 2010 г., Кание се занимава по-често с мода. Албумът пак дебютира на номер 1 в САЩ и е платинен, като прекарва 32 седмици в чартовете. Одобрен критично, дори за някои критици е най-успешния му албум. На 17 април 2011 г. Кание участва в известния фестивал „Coachella“ и представя хитове от последния си албум. През 2011 г. започват да записват нов албум „Watch The Throne“ с дългогодишния си приятел Джей Зи, като албумът е издаден на 8 август 2011 г. Албумът очаквано отново е номер 1 в Билборд 200 с продажби от 436 000 копия през първата седмица. Макар и неколкократно критикуван, албумът е много успешен и е номиниран в 7 различни категории за Грами. По-късно двамата организират световно турне за албума (от октомври 2011 до юни 2012 г.), който се превръща в най-посещаван в историята. На 18 юни 2013 г. издава шестия си албум „Yeezus“. Aлбумът е успешен, но и много критикуван, продава се в 327 000 копия и през 2014 г. е номиниран в 2 категории, включително и най-добър рап албум. След шестия си албум Кание напълно се насочва върху мода. До 2013 г. Кание Уест е спечелил общо 21 Грами през своята кариера, което го прави най-награждавания артист за всички времена.

## Личен живот
През 2007 г. губи майка си, която умира заради сърдечна болест, причинена от пластична хирургия. Преди това има любовна връзка с дизайнерка и се сгодяват през 2006 г., преди да се разделят през 2008 г. От лятото на 2008 до 2010 г. има връзка с моделката Амбър Роуз. През април 2012 г. започва връзка с реалити звездата Ким Кардашян. Женят се на 24 май 2014 г. във Флоренция. Имат четири деца – дъщеря Норт „Но́ри“, родена година преди сватбата, син Сейнт, роден през 2015 г., втора дъщеря Чикаго, родена през 2018 г и втори син Псалм, роден през 2019 г.
В началото на 2021 година се развежда със съпругата си Ким Кардашян.

### Смяна на името
На 24 август 2021 г. Уест подава молба за промяна на юридическото му име от Kanye Omari West на Ye, без бащино и фамилно име Той цитира „лични причини“ за промяната. Искането е уважено на 18 октомври. Уест е намекнал, че желае да промени името си през 2018 г. и е използвал Ye като прякор няколко години преди това (включително в албума от 2018 г. „Ye“).

## Дискография

### Албуми
- 2004: The College Dropout
- 2005: Late Registration
- 2007: Graduation
- 2008: 808's & Heartbreak
- 2010: My Beautiful Dark Twisted Fantasy
- 2011: Watch The Throne (съвместен албум с Jay-Z)
- 2013: Yeezus
- 2016: The Life of Pablo
- 2018: Ye
- 2019: Jesus is King
- 2021: Donda
- 2022: Donda 2
- TBA: Bully

### Колаборативни албуми
- Watch the Throne (с Jay-Z) (2011)
- Cruel Summer (с GOOD Music) (2012)
- Kids See Ghosts (с Kid Cudi като Kids See Ghosts) (2018)
- Vultures 1 (с Ty Dolla $ign) (2024)
- Vultures 2 (с Ty Dolla $ign) (2024)